# Georges Vanderchmitt
Georges Vanderchmitt, né le 27 juillet 1949 à Ustaritz, est un dirigeant d'entreprises français, spécialiste du monde de l'audiovisuel, de la communication et des sports.
Il a été notamment directeur général de France 2, puis de la Sofirad et directeur du cabinet de la Ministre de la Jeunesse et des Sports Michèle Alliot-Marie.

## Biographie
Georges Vanderchmitt est diplômé de l'ENA en 1977. Il devient conseiller à la Cour des comptes. De 1981 à 1986, il préside la commission de vérification des comptes et de contrôle des établissements publics de la République du Sénégal, puis, de 1986 à 1990, il prend le poste de directeur de la jeunesse et de la vie associative au secrétariat d'Etat à la Jeunesse et aux Sports, de 1986 à 1990
De 1991 à 1992, il dirige le réseau européen de la DATAR à Bruxelles, puis il fait partie des directeurs généraux de France 2 entre 1992 et 1994. Michèle Alliot-Marie le nomme directeur de son cabinet au Ministère de la Jeunesse et des Sports. En décembre 1995, il est nommé président-directeur général de la Sofirad, en remplacement de Jean-Noël Tassez.
En juillet 2000, il fonde Carat Sport, utilisant le sport comme « outil de marketing », et reste le président jusqu'en 2012.
Lors de la création de l'association Peace and Sport en 2007, il en devient le secrétaire général et président de Peace and Sport France.
En 2009, il est co-initiateur de la démarche Biarritz Sport Santé, qui vise à populariser l'activité physique, avec Gilles Bouilhaguet et Gérard Saillant. En 2012, il fait valoir ses droits à la retraite en tant que conseiller maître de la Cour des Comptes.
Il rejoint le collectif Pour une France en forme, cherchant à combattre la sédentarité, et qui s'est associé à Paris 2024, le comité d'organisation des Jeux olympiques d'été de 2024 et des Jeux paralympiques d'été de 2024.